# Христо Настев
 Тази статия е за щипския революционер.  За охридския революционер вижте Христо Настев (Опеница).  
Христо Настев с псевдоними Зюлфикар и Христо Анчев е български революционер, деец на Вътрешната македоно-одринска революционна организация.

## Биография
Христо Настев е роден през 1876 година в град Щип, Македония. Учи в българското педагогическо училище в Скопие, което завършва с първия му випуск в (1895 - 1898), и влиза във ВМОРО. В 1898 завършва първия випуск на училището и една година е главен учител във Виница, Кочанско, където става председател на революционния комитет. Настев вдига на крака революционното дело в райна, което е парализирано от Винишката афера от 1897 година и възобновява канала Кюстендил – Щип.
Заподозрян от турците, че се занимава с революционна дейност той бяга от Виница в Кюстендил, където получава от Българската екзархия назначение за главен български учител в град Бунархисар, Одринска Тракия. Там Настев основава първия околийски комитет на ВМОРО, в който влизат Димитър Спиров от Урумбеглия, Костадин Боруджиев и Георги Кехайов от Бунархисар, Димитър Ташев и Иван Котков от Колибите. Настев е избран за председател на комитета. Обикаля околните села - Урумбеглия, Курудере, Яна, Чонгара и Колибите и създава местни комитети. Влиза във връзка и с Георги Найденов, учител в Пенека, единственото село във Визенско с български учител и с помощта и на Тодор Шишманов създава и там революционен комитет.
През 1900 г. Настев посреща в Бунархисар Гоце Делчев и Стоян Лазов при обиколката им в Одринско. Войводата Георги Тенев решава да отвлече някой по-богат грък за откуп. Отвлечен е чифликчията Костаки Керемидчиоглу, но вследствие на тази акция турската полиция в така наречената Керемидчиоглува афера предприема масови арести на българите от Лозенградско и Бунархисарско. Христо Настев избягва в България и е осъден задочно на 101 години затвор. Като главен учител в Бунархисар го наследява Яни Войнов.
През 1902 г. Христо Настев се връща в Македония като нелегален и става секретар на четата на капитан Тома Давидов, която действа в Битолско и Охридско.
Христо Настев е делегат на Смилевския конгрес на Битолски революционен окръг, състоял се от 20 до 27 април 1903 г. По време на Илинденското въстание действа с чета в Леринско, подчинен на Георги Попхристов.
След въстанието от началото на 1904 година е началник на пограничния Кюстендилски пункт на ВМОРО. След обявената по настояване на българското правителство амнистия на участниците във въстанието, Настев се връща в родния си град Щип, но е арестуван и осъден на 5 години затвор. Лежи в Скопския затвор Куршумли хан.
След Младотурската революция в 1908 година е освободен, става деец на Съюза на българските конституционни клубове и е избран за делегат на неговия Учредителен конгрес от Щип.
През Балканската война е доброволец в Македоно-одринското опълчение в 15-а щипска дружина
След войните се установява да живее в България. Работи като чиновник във Варна. От януари 1923 година е член на Илинденската организация. Към 1934 година е ръководител на местното дружество на Илинденската организация. Описва смъртта на войводата Дине Клюсов в пиесата „Как умира македонския четник“, представена на 18 февруари 1939 година в Македонския дом във Варна.
Умира на 20 юни 1962 г. във Варна.